# Бентежна кров (роман)
«Бентежна кров» (англ. Troubled Blood) — детективний роман Джоан Роулінг, що вийшов у вересні 2020 року під псевдонімом Роберт Ґалбрейт (англ. Robert Galbraith).

## Сюжет
Події в книзі починаються в серпні 2013 року і закінчуються 9 жовтня 2014 року. Під час відвідування своєї невиліковно хворої тітки Джоан в Корнволлі, до детектива Корморана Страйка звертається жінка, яка хоче найняти його фірму для розслідування зникнення її матері, Марго Бамборо, лікарки загальної практики в Лондоні, майже 40 років тому, 11 жовтня 1974 року. У результаті своїх попередніх успіхів Страйк і Робін Еллакотт (досі є найманою партнеркою) наймають трьох слідчих за контрактом і офіс-менеджера. Обидва мають справу зі своїми власними роздратуваннями: Страйк через хворобу його тітки, погрози самогубством від його колишньої нареченої Шарлотти (зараз одружена мати двох дітей) і спроби його зведених братів і сестер змусити його відвідати вечірку на честь його зіркового біологічного батька — Джонні Рокбі; а Робін, на тлі розлучення з Метью, її хронічного ПТСР та нестабільного особистого життя, нелегко сприйняти той факт, що її брат з дружиною народили першу дитину.
Головним підозрюваним у зникненні Марго Бамборо був ув'язнений серійний вбивця Денніс Крід. Донька (Анна) та її дружина дають фірмі річний контракт на спробу відстежити інформацію, хоча, оскільки маленька фірма має ще три справи, що тривають, потрібно кілька місяців, щоб виявити свідків і слідчих (або їхніх дітей), які вижили. Протягом року тітка Страйка помирає від раку, Метью дає Робін розлучення, оскільки його коханка / подруга вагітніє, Шарлотта намагається вчинити самогубство і телефонує Страйку, щоб попрощатися, хоча швидка реакція Страйка вчасно допомагає їй, а важкий робочий графік у поєднанні з відсутністю комунікації щодо всіх питань сприяє багатьом особистим непорозумінням всередині фірми.
У серпні 2014 року, хоча фірма все ще намагається відстежити потенційних клієнтів, клієнтка та її дружина розірвали контракт наприкінці серпня, за два тижні до призначеного року. Незважаючи на це, Страйк і Робін продовжують розслідування. У справі є три прориви: Страйк знаходить невловимого пацієнта Марго, Стіва Датвейта; секретарка, яка стверджує, що вона була останньою людиною, яка бачила Марго живою, погоджується поговорити зі Страйком і Робін; і завдяки винахідливості та наполегливості Робін в спробах отримати інтерв'ю з Крідом за спиною Страйка, Страйку надається дозвіл допитувати Кріда в лікарні Бродмура 14 вересня. Страйк перехитрив Кріда, і це призводить до виявлення останків іншої жертви Кріда, Луїзи Такер, що приносить закриття та полегшення її батькові. Потім Робін і Страйк використовують докази первинного поліцейського розслідування та їхнього подальшого розслідування, щоб знайти тіло Марго та ідентифікувати її вбивцю: Дженіс Бітті, медсестру, яка працювала в лікарні Марго. Марго (правильно) почала підозрювати Дженіс в отруєнні Стіва Датвейта і була причетна до очевидного самогубства коханця Датвейта, а після огляду сина Дженіс вона зрозуміла, що також отруює його. Страйк робить висновок, що Дженіс — серійна вбивця, яка протягом десятиліть вбила набагато більше жертв. Після виявлення решток Луїзи Такер і Марго Бамборо та арешту Дженіс Бітті відбувається лавина розголосу. Робін і Страйк тимчасово виїжджають зі своїх будинків, щоб уникнути журналістів. Роман закінчується на 30-й день народження Робін, коли Страйк (на відміну від звичайних подарунків в останню хвилину, які він робив Робін на Різдво та на її попередній день народження) купує Робін продумані та персоналізовані подарунки і відвозить її в Ritz на шампанське; Страйк загадково посміхається собі, згадуючи розмову зі своїм другом Дейвом Полвортом про конкуруючі вимоги кар'єри, романтичних стосунків та шлюбу.

## Дійові особи
Головні:
- Корморан Страйк — приватний детектив. Він є другорядною знаменитістю, почасти завдяки своєму батькові рок-зірці та його розкриттю резонансних вбивств. Він також ветеран війни.
- Робін Еллакотт — бізнес-партнерка Страйка, яка отримала освіту в галузі кримінального розслідування. Вона пережила зґвалтування та замах на вбивство.
- Марго Бамборо — лікарка, яка зникла у 1974 році.
- Анна Фіппс — доросла дочка Марго Бамборо і Роя Фіппса.

Підозрювані:
- Денніс Крід — серійний вбивця, зараз у лікарні Бродмур.
- Лука Річчі — злісний лондонський гангстер.
- Ніко «Маккі» Річчі — батько Луки, також гангстер, зараз у будинку для престарілих.
- Рой Фіппс — чоловік Марго в 1974 році, гематолог, який одружився з нянею Анни після зникнення Марго.
- Пол Сатчвелл — фотограф і художник, який був колишнім хлопцем Марго.
- Джозеф Бреннер — старший лікар, який був партнером у лікарні Марго.
- Дженіс Бітті — дільнична медсестра в лікарні Марго.
- Ірен Булл — секретарка в лікарні Марго.
- Глорія Конті — секретарка в лікарні Марго.
- Стів Датвейт — один з пацієнтів Марго.
- Синтія Фіппс — колишня няня Анни, тепер одружена з Роєм (мачуха Анни).

Інші:
- Меттью Канліфф — розлучений чоловік Робін, з яким вона розлучається під час роману.
- Шарлотта Кемпбелл Росс — колишня партнерка Страйка, в даний час одружена і мати дітей-близнюків.
- Люсі Страйк — молодша зведена сестра Корморана по материнській лінії.
- Сини Люсі — Люк, Джек і Адам.
- Тед Нанкароу — брат Леди Страйк; Корморан і дядько Люсі.
- Джоан Нанкароу — дружина Теда; Корморан і тітка Люсі.
- Дейв «Чам» Полворт — найстарший друг Страйка, який живе поблизу Теда і Джоан в Корнволлі.
- Ел Рокбі — молодший зведений брат Корморана Страйка по батьковій лінії.
- Пруденс Донліві — зведена сестра Корморана Страйка (інша позашлюбна дитина Джонні Рокбі).
- Джонні Рокбі — батько Корморана Страйка, який відмовився від Страйка, коли той був ще малим.
- Білл Талбот — покійний інспектор поліції, який керував розслідуванням смерті Марго до психічного зриву.
- Нік Герберт — старий лондонський шкільний друг Страйка, тепер гастроентеролог.
- Ільза Герберт — давня однокласниця Страйка і Полворта, тепер юристка, одружена з Ніком.
- Макс Пріствуд — актор і нинішній співмешканець Робіна.
- Пет Чонсі — офіс-менеджер агентства.
- Сем Барклей — контрактний слідчий.
- Сол Морріс — контрактний слідчий.
- Кім Салліван — дружина Анни.
- Уна Кеннеді — давня подруга Марго, з якою вона повинна була зустрітися, коли зникла.

## Основа
Після виходу роману Ролінґ описала його основні теми як «підміна, втрата та відсутність» і що книга розглядає «мінливе обличчя фемінізму». Вона також повідомила, що персонаж Денніса Кріда ґрунтується на реальних вбивцях Джеррі Брудосі та Расселі Вільямсі.

## Зовнішні посилання
- https://kmbooks.com.ua/book?code=759712 [Архівовано 13 жовтня 2021 у Wayback Machine.] на сайті видавництва КМ-Букс.
- https://robert-galbraith.com/?stories=troubled-blood [Архівовано 16 листопада 2021 у Wayback Machine.] роман на офіційному сайті автора.